# Kabinett Grant
Ulysses S. Grant war der erste Präsident der Vereinigten Staaten seit Andrew Jackson, der wieder zwei volle Amtsperioden absolvieren konnte. Er setzte sich 1868 als Kandidat der Republikaner gegen den Demokraten Horatio Seymour durch, vier Jahre später dann gegen den von den Demokraten unterstützten Liberalrepublikaner Horace Greeley, der eine Abspaltung der Republikaner vertrat. Trotz deutlicher Wahlerfolge gilt er aus historischer Perspektive als einer der schwächsten US-Präsidenten, was auch in den zahlreichen Korruptionsskandalen während seiner Amtszeit begründet ist.
Dies ist auch in der Auflistung seines Kabinetts dokumentiert. Finanzminister William Adams Richardson verlor ebenso durch einen Skandal sein Amt wie Kriegsminister William W. Belknap. Vizepräsident Schuyler Colfax sah sich gezwungen, auf eine zweite Kandidatur zu verzichten. Allerdings trat auch Justizminister Amos T. Akerman aus Protest gegen die sich ausbreitende Korruption innerhalb des Kabinetts zurück. Letztlich wurden innerhalb der achtjährigen Amtszeit Grants sämtliche Ministerposten neu besetzt.

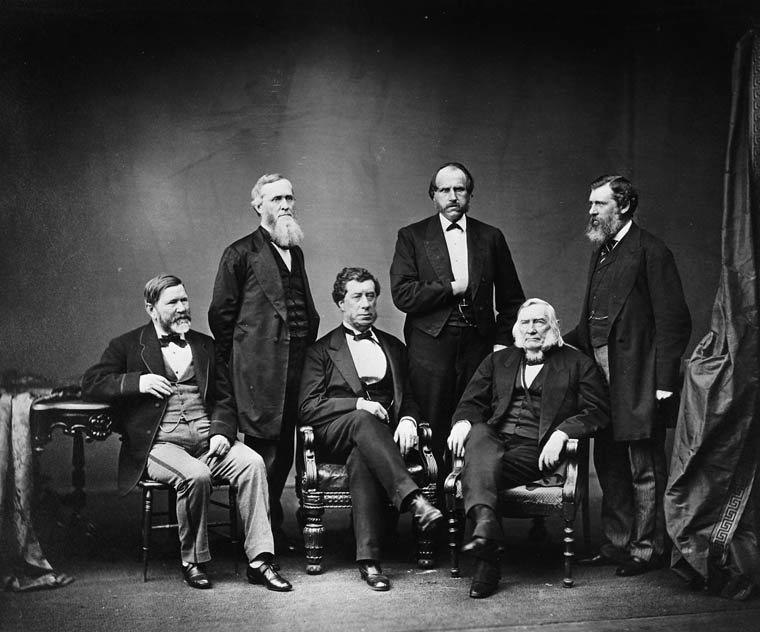
Außenminister Hamilton Fish (sitzend, Mitte) als Mitglied einer Verhandlungskommission im Jahr 1871, der auch der spätere Justizminister George H. Williams (stehend, Mitte) und dessen Amtsvorgänger Ebenezer R. Hoar (stehend, links) angehörten.

## Mehrheit im Kongress
| Präsident                         | Präsident            | Kongress | Haus    | Haus    | Senat | Senat              | Gesamt | Gesamt             |
| --------------------------------- | -------------------- | -------- | ------- | ------- | ----- | ------------------ | ------ | ------------------ |
|                                   | Ulysses S. Grant (R) | 41.      |         | 171/243 |       | 62/74              |        | Unified government |
| 42.                               | Ulysses S. Grant (R) | 137/243  | 56/74   |         |       |                    |        | Unified government |
| 43.                               | Ulysses S. Grant (R) | 199/292  | 47/73   |         |       |                    |        | Unified government |
| 44.                               | Ulysses S. Grant (R) |          | 106/293 | 46/75   |       | Divided government |        |                    |
| Quelle: Repräsentantenhaus, Senat |                      |          |         |         |       |                    |        |                    |

## Das Kabinett
| Ressort / Amt                          | Amtsinhaber               | Partei | Partei           | Zeitraum  | Bild |
| -------------------------------------- | ------------------------- | ------ | ---------------- | --------- | ---- |
| Präsident der Vereinigten Staaten      | Ulysses S. Grant          |        | Republikaner (R) | 1869–1877 |      |
| Vizepräsident der Vereinigten Staaten  | Schuyler Colfax           |        | R                | 1869–1873 |      |
| Vizepräsident der Vereinigten Staaten  | Henry Wilson              |        | R                | 1873–1875 |      |
| Vizepräsident der Vereinigten Staaten  | vakant                    |        |                  | 1875–1877 |      |
| Ministerämter                          |                           |        |                  |           |      |
| Außenminister der Vereinigten Staaten  | Elihu Benjamin Washburne  |        | R                | 1869      |      |
| Außenminister der Vereinigten Staaten  | Hamilton Fish             |        | R                | 1869–1877 |      |
| Finanzminister der Vereinigten Staaten | George Sewall Boutwell    |        | R                | 1869–1873 |      |
| Finanzminister der Vereinigten Staaten | William Adams Richardson  |        | R                | 1873–1874 |      |
| Finanzminister der Vereinigten Staaten | Benjamin Helm Bristow     |        | R                | 1874–1876 |      |
| Finanzminister der Vereinigten Staaten | Lot Myrick Morrill        |        | R                | 1876–1877 |      |
| Kriegsminister der Vereinigten Staaten | John Aaron Rawlins        |        | R                | 1869      |      |
| Kriegsminister der Vereinigten Staaten | William Tecumseh Sherman  |        | R                | 1869      |      |
| Kriegsminister der Vereinigten Staaten | William Worth Belknap     |        | R                | 1869–1876 |      |
| Kriegsminister der Vereinigten Staaten | Alphonso Taft             |        | R                | 1876      |      |
| Kriegsminister der Vereinigten Staaten | James Donald Cameron      |        | R                | 1876–1877 |      |
| Marineminister der Vereinigten Staaten | Adolph Edward Borie       |        | R                | 1869      |      |
| Marineminister der Vereinigten Staaten | George Maxwell Robeson    |        | R                | 1869–1877 |      |
| Justizminister der Vereinigten Staaten | Ebenezer Rockwood Hoar    |        | R                | 1869–1870 |      |
| Justizminister der Vereinigten Staaten | Amos Tappan Akerman       |        | R                | 1870–1871 |      |
| Justizminister der Vereinigten Staaten | George Henry Williams     |        | R                | 1871–1875 |      |
| Justizminister der Vereinigten Staaten | Edwards Pierrepont        |        | R                | 1875–1876 |      |
| Justizminister der Vereinigten Staaten | Alphonso Taft             |        | R                | 1876–1877 |      |
| Postminister der Vereinigten Staaten   | John Angel James Creswell |        | R                | 1869–1874 |      |
| Postminister der Vereinigten Staaten   | James William Marshall    |        | R                | 1874      |      |
| Postminister der Vereinigten Staaten   | Marshall Jewell           |        | R                | 1874–1876 |      |
| Postminister der Vereinigten Staaten   | James Noble Tyner         |        | R                | 1876–1877 |      |
| Innenminister der Vereinigten Staaten  | Jacob Dolson Cox          |        | R                | 1869–1870 |      |
| Innenminister der Vereinigten Staaten  | Columbus Delano           |        | R                | 1870–1875 |      |
| Innenminister der Vereinigten Staaten  | Zachariah Chandler        |        | R                | 1875–1877 |      |